# 大原利雄
大原 利雄（おおはら としお、1965年 - ）は、日本の写真家、温泉評論家。兵庫県出身。
東京写真専門学校卒業。光文社FLASHの創業時メンバー（スタッフカメラマン）。その後、独立。

## 温泉ルポルタージュ
亜硫酸ガスの噴出する山中へ防毒マスクを着装したりしながら、到底一般人向きではない全国の野湯へ浸かりにめぐるルポルタージュ作品が話題となり、テレビ・ラジオ番組に出演したり雑誌で取り上げられたりするようになった。書くまでもないが、著者は十分な知識と経験および綿密な計画と装備の上で取材を行っており、備え無く安易に立入禁止区域や山野などへ侵入することは大変危険である。
著書「小さな鉄道小さな温泉」によれば、一般的な温泉めぐりに「命からがら」の発刊数年前から巡っており、大原本人をキワモノ扱いされるようになってしまい若干抵抗がある、と（本音か否かはともかく）語っている。

## 著書
- 中国ひとり突撃旅行記―カネなしコネなしアテもなし ISBN 9784334729004
- 韓国ワンダフル突撃記-人に突撃 食に突撃 買い物に突撃 ISBN 9784334780883
- 誰も行けない温泉
  - 命からがら ISBN 9784094115246 - 北海道・東北・関東編
  - 前人未湯 ISBN 9784094115260 - 甲信越・東海北陸編
  - 最後の聖泉 ISBN 9784094115277 - 近畿・山陽山陰・九州・離島編
- 小さな鉄道小さな温泉 ISBN 9784094115253